# Oda Nielsen
Oda Laurenze Helmine Nielsen, född Oda Larssen den 7 augusti 1852 på briggen Molodezi i Libaus hamn i Lettland, död den 11 september 1936 i Vedbæk i Danmark, var en dansk skådespelerska, från 1884 gift med regissören Martinius Nielsen.

## Biografi

### Tidigt liv
Nielsens föräldrar var skeppsredaren Jens Larssen, danske vicekonsuln i Malmö, och Caresia Larssen (född Møller). Innan hon ens var arton år fyllda debuterade hon anonymt – hennes namn stod inte på affischen – den 11 maj 1870 på Casino i Köpenhamn som Thora i Et enfoldigt Pigebarn. Hon uppvisade sådan talang att direktör Andersen knöt henne till personalen för följande säsong. Efter att hon under denna säsong spelat åtskilliga huvudroller såväl i skådespel som operetter avbröts hennes scenverksamhet då hon den 24 juni 1871 gifte sig med Jens Petersen, chef för Det store nordiske telegrafselskabs kontor i Paris, och snart därefter följde med honom, först till Nystad i Finland, sedan till Frankrike.

### Teaterkarriär
Efter makens död 1880 återvände hon till Danmark, och 1881 uppträdde hon åter på Casino. Hon hade tagit intryck av sin vistelse i Paris, och det var ett franskt snitt över hennes skådespel. Hon lockades av kammarherre Edvard Fallesen till Det Kongelige Teater, där hon första gången uppträdde den 8 september 1881 som Anna i Johan Ludvig Heibergs Syvsoverdag. Hon var emellertid inte tillfreds med de roller hon fick på Kongelige, och återvände efter två år till Casino. Den 31 maj 1884 gifte hon sig med Martinius Nielsen, och gick till Dagmarteatret. Efter två säsonger där knöts hon åter från 1886–1887 till Det Kongelige Teater, där hon sedan verkade fram till 1902. Från den 1 april 1891 var hon kunglig skådespelerska. 1906–1909 var hon åter engagerad vid Dagmarteatret. Vid 80 års ålder spelade hon rollen som grevinnan Danner vid Det Kongelige Teater.

## Utmärkelser
Nielsen mottog 1910 medaljen Ingenio et arti och 1920 Fortjenstmedaljen i guld. 1928 tilldelades hon Tagea Brandts rejselegat for kvinder.

## Filmografi

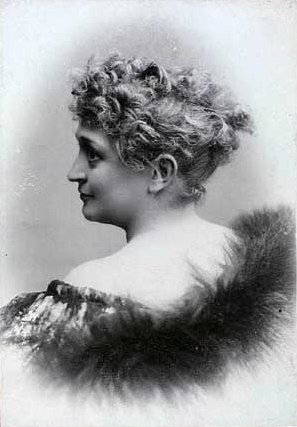
Oda Nielsen.

- 1921 – Lykkens galoscher
- 1910 – La Femme
- 1910 – Massösens offer